# Pszczyna Czarków
Pszczyna Czarków – przystanek kolejowy w Czarkowie, w powiecie pszczyńskim, w województwie śląskim. Znajduje się na wysokości 229 m n.p.m.

## Ruch pasażerski
| Rok  | Wymiana pasażerska na dobę |
| ---- | -------------------------- |
| 2017 | 0-9                        |
| 2022 | 0-9                        |

Przystanek powstał 31 maja 1992 na istniejącej od 1938 roku linii kolejowej z Rybnika do Pszczyny.
Przystanek jest wykorzystywany na linii S72 (Rybnik - Bielsko-Biała) spółki Koleje Śląskie od 9 grudnia 2012, kiedy spółka ta przejęła obsługę kierunku od Przewozów Regionalnych. Bez zatrzymania przejeżdża również tędy pociąg TLK "Szyndzielnia" (Bielsko-Biała Główna - Wrocław Główny).